# 尼科亚半岛

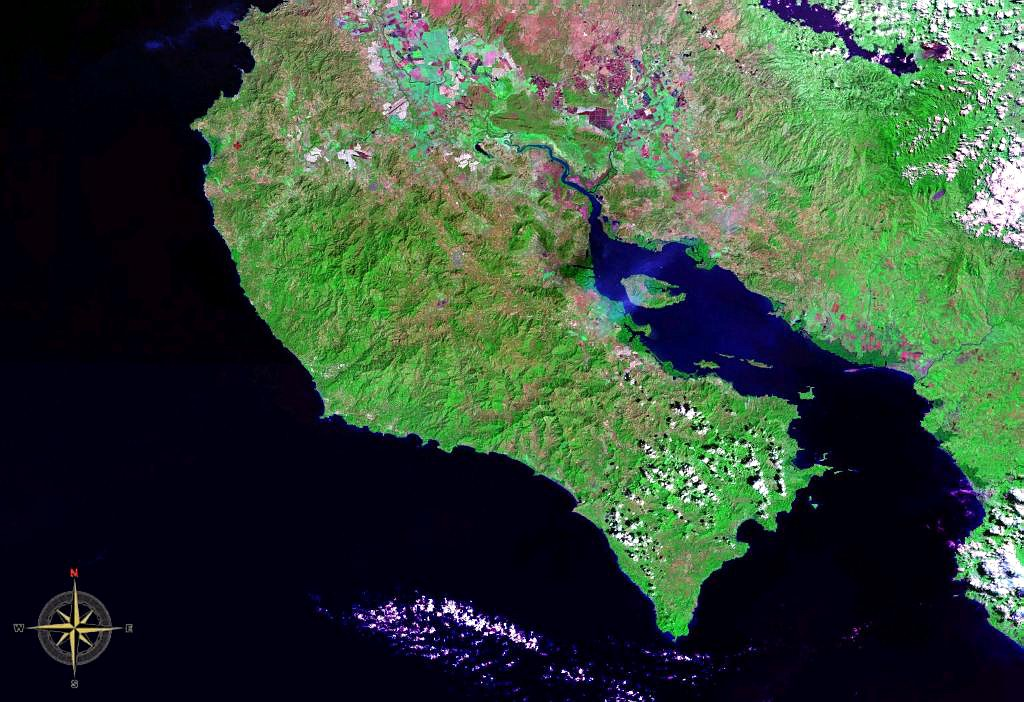
Nicoya Peninsula seen from space (false color)

10°00′29″N 85°23′19″W / 10.00806°N 85.38861°W
尼科亚半岛（西班牙語：Península de Nicoya）位于哥斯达黎加西部，西、南临太平洋，东北接瓜纳卡斯特山，东南濒尼科亚湾。西北至东南长约140公里，西南至东北宽65～96公里，是哥斯达黎加最大的半岛。半岛基部为干燥的瓜纳卡斯特低地，中部和南部的山区海拔超过900米。山区内至仍保留有印第安人村落。北部有金矿开采。主要城镇为尼科亚，有高速公路通瓜纳卡斯特省首府利韦里亚，有轮渡通往蓬塔雷纳斯。